# Christine de Veyrac

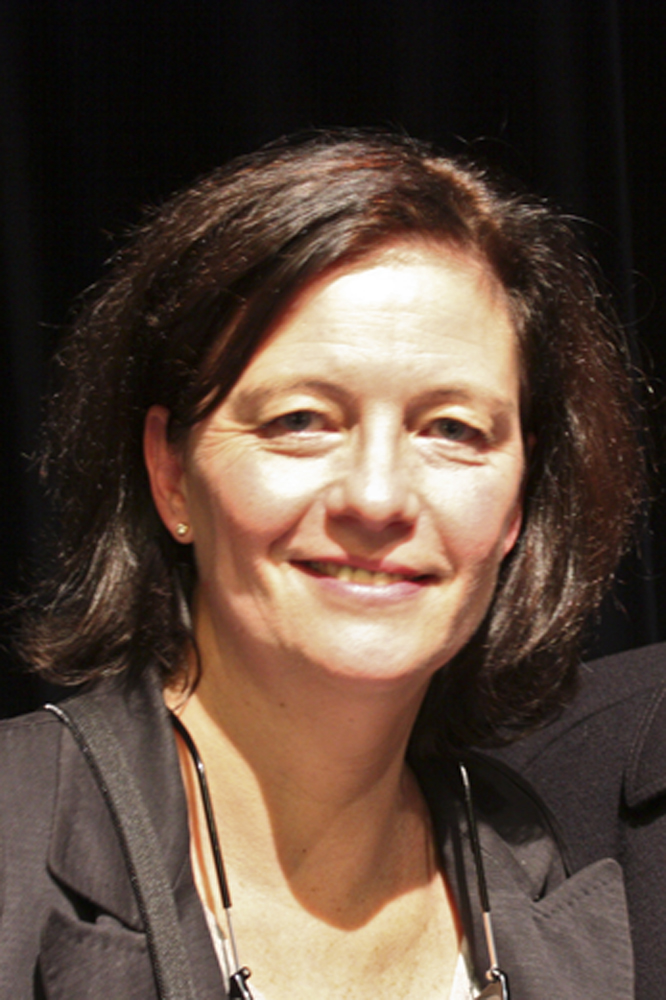
Christine de Veyrac

Christine de Veyrac (* 6. November 1959 in Toulouse) ist eine französische Politikerin der Union pour un mouvement populaire (UMP). Sie ist seit 1999 Abgeordnete im Europäischen Parlament.

## Leben
Veyrac studierte Rechtswissenschaften in Toulouse.
Ihre politische Karriere begann 2001 als Assistentin des Bürgermeisters von Toulouse, wo sie die auswärtigen Beziehungen betreute. Nach der verlorenen Wahl von 2008 in Toulouse, wurde sie am 11. Dezember 2008 Präsidentin des UMPs für das Département Haute-Garonne. Dieses Amt hatte sie bis 2010 inne.
1999 wurde Christine de Veyrac in das Europäische Parlament gewählt und in den Jahren 2004 und 2009 bestätigt. Dort ist sie Mitglied des Ausschusses für Verkehr und Fremdenverkehr und Mitautorin der Liste der Betriebsuntersagungen für den Luftraum der Europäischen Union. Sie ist Interessensvertreterin für den Flugzeughersteller Airbus, für das Galileo-Satellitennavigationssystem und für den freien Wettbewerb des Schienenverkehrs.